# Actividad (química)
En termodinámica, la actividad es una medida de una "concentración efectiva" de una especie. Surge debido a que las moléculas en un gas o solución no ideal interactúan unas con otras. La actividad no tiene dimensiones. Se hace adimensional utilizando la fracción molar para su cálculo. La actividad depende de la temperatura, presión y composición. Para los gases, la presión efectiva parcial se suele referir como fugacidad.
Los efectos de la actividad son el resultado de las interacciones entre los iones, tanto electrostáticas como covalentes. La actividad de un ion está influida por su ambiente. La actividad de un ion en una jaula de moléculas de agua es diferente de estar en el medio de una nube de contraiones.
Este tipo de actividad es relevante en la química para la constante de equilibrio y la constante de velocidad. Por ejemplo, pueden existir grandes desviaciones entre la concentración de iones hidrógeno calculada de un ácido fuerte en solución, y la actividad de hidrógeno derivada de un pHmetro, o indicador de pH.

## Definición
En mezclas ideales se puede escribir la dependencia del potencial químico de una especie y en la composición (expresada como fracción molar X de i) como:

{\displaystyle \mu _{i}(T,p)=\mu _{i}^{\Theta }(T)+R\cdot T\cdot \ln(X_{i})}

Se puede usar esta fórmula para definir una actividad a, insistiendo en que el mismo formalismo se mantiene en el caso no ideal.

{\displaystyle \mu _{i}(T,p)=\mu _{i}^{\Theta }(T)+R\cdot T\cdot \ln(a_{i})}

Evidentemente, en el caso ideal: a=X. Para un caso no ideal, la actividad es la concentración efectiva.
Se puede definir un coeficiente de actividad {\displaystyle \gamma }:

{\displaystyle a_{i}=\gamma _{i}x_{i}}

Sin embargo, hay varios esquemas alternativos para definir la actividad. Para soluciones diluidas, generalmente el solvente sigue la ley de Raoult, pero el soluto sigue la ley de Henry. Frecuentemente es conveniente el uso de estas leyes como base para una definición:
Raoult: Psolvente = P*solvx2
Henry: Psoluto = Ksolux1
Donde P*solv es la presión de vapor del solvente puro y Ksolu es la constante de Henry.
Definiendo las actividades:
a2 ≡ Psolvente/ P*solvente
a1 ≡ Psoluto/ Ksoluto
Como Ksoluto ≠ P*soluto, esto implica la elección de un punto de referencia diferente. Esto representa a la extrapolación de la línea de Henry hasta x1 =1 y este es un estado virtual: un estado del sistema que nunca puede ser alcanzado. Sin embargo, la definición conduce a un sistema consistente de valores mientras no se haga x1 demasiado grande. 
Lo mismo se puede sostener si se usan molaridades o molalidades, como con las fracciones molares. Se puede usar con seguridad tales definiciones, pero el significado de o diferirá, al escoger un punto de referencia diferente. Esto implica que el valor de μo será diferente bajo estos sistemas de referencia diferentes.
Frecuentemente se prefieren molalidades en este tipo de cálculos, porque los volúmenes de mezclas no ideales no son estrictamente aditivas. Las molalidades no dependen del volumen, las molaridades sí.

## Conclusión
La actividad es un concepto que nos sirve para modelar un proceso real a partir de uno ideal, y es para líquidos, es decir, corrige la no idealidad de los líquidos, a diferencia de la fugacidad que lo hace para gases.